# 陳曇朗
陳曇朗（529年—556年），吴兴郡长城县（今浙江长兴）人，南北朝南梁官员，南陳宗室。是陳武帝陳霸先的弟弟南康忠壯王陳休先之子。

## 生平
陳曇朗自小失去雙親，比陳霸先的親生兒子更受寵愛；他有膽量和力量，擅長安定抵御。侯景平定後，從著作佐郎起家；陳霸先北渡江，包圍廣陵，宿預人東方光據家鄉起義，陳霸先就派遣他與杜僧明從淮河進入泗水支援。北齊援軍趕到，陳曇朗和杜僧明築起壘牆抗禦。不久朝廷下令班師回朝，以三萬家宿預義軍渡江。陳霸先誅殺王僧辯，留他鎮守京口，代理留府事。紹泰元年（555年），除任中書侍郎，監南徐州。
紹泰二年（556年），徐嗣徽、任約等人引北齊軍攻近京城，很快就要求陳霸先子姪為人質來請和。當時各地仍未完全臣服，京都兵力虛弱，糧運不斷，朝中大臣都希望和北齊議和，令陳霸先為難，不敢違逆眾人意見。於是他對朝廷各人說：「我錯誤輔助王室，令到蠻夷入侵，不能平定，責任難逃。在位各位希望停戰議和，令邊疆平靜，若果我不聽你們的提議，一定會被你們說我必謂怜悯子姪，這次我決定差遣陳曇朗為人質，而且齊人沒有信用，覬覦我國，當我們弱勢時一定毀約。當齊軍來到，諸君必須奮力一戰。」陳霸先害怕陳曇朗不想作人質，可能從東道逃跑，於是親自率步騎到京口迎接他至京師送到北齊。
其後北齊撕毀和約，派蕭軌等人跟隨徐嗣徽渡江，陳霸先大破齊軍，俘虜蕭軌、東方老等人；齊人請求割地及贈送馬牛贖回俘虜，陳霸先不准許。及後蕭軌等人被殺，齊人亦在晉陽殺害陳曇朗，時年虛歲二十八。因為當時南梁和北齊隔絕，陳霸先完全不知道陳曇朗已死，南陳建立時還遙封他為南康郡王，奉陳休先祀，禮秩和皇子一樣。到天嘉二年（561年）南陳和北齊結好，朝廷才知道陳曇朗被殺的消息，陳文帝追贈他侍中、安東將軍、開府儀同三司、南徐州刺史，諡愍，派遣兼郎中令、隨聘使江德藻、劉師知迎接陳曇朗的靈柩，在次年（562年）春天回到建康。

## 家庭
- 長子陳方泰[8][9]
- 次子陳方慶[8][9]
- 三子陳方華
- 四子陳方曠

（陳曇朗作人質時帶同的妾侍在北齊所生，天嘉三年回到南陳）

## 延伸阅读
[在维基数据编辑]
 《陳書·卷14》，出自姚思廉《陳書》
 《南史/卷65》，出自李延壽《南史》